# أديتي آريا
أديتي أريا (من مواليد 18 سبتمبر 1994) ممثلة هندية، عارضة أزياء، ومحللة أبحاث وحاملة لقب مسابقة ملكة جمال التي توجت بمسابقة فيمينا ملكة جمال الهند في عام 2015. مثلت بلدها الهند في مسابقة ملكة جمال العالم 2015.